# ماریو مورنو
ماریو مورنو (اسپانیایی: Mario Moreno‎; ۳۱ دسامبر ۱۹۳۵ – ۲ مارس ۲۰۰۵) بازیکن فوتبال اهل شیلی بود.
از باشگاه‌هایی که در آن بازی کرده‌است می‌توان به باشگاه فوتبال کولو-کولو اشاره کرد.
وی همچنین در تیم ملی فوتبال شیلی بازی کرده‌است.